# Clydesdale (cheval)
Vous lisez un « article de qualité » labellisé en 2014.
Pour les articles homonymes, voir Clydesdale (homonymie).
Le Clydesdale est une race de chevaux de trait qui tient son nom de la vallée de la Clyde, en Écosse. Elle provient de croisements entre des étalons flamands et des poulinières locales, puis, à partir du XVIIIe siècle, d'un apport du Shire. La première attestation du nom « Clydesdale » date de 1826. En 1830, un système de sélection d'étalons entraîne la propagation des chevaux Clydesdale dans toute l’Écosse et le nord de l'Angleterre. Le registre de la race est créé en 1877. À la fin du XIXe siècle et au début du XXe siècle, des milliers de Clydesdales sont exportés d’Écosse, notamment vers les autres pays anglo-saxons. Le Clydesdale devient « la race qui construit l'Australie ». La Première Guerre mondiale entraîne une réduction d'effectifs en raison du développement des transports motorisés et des pertes en chevaux de guerre. Cette baisse se poursuit et, dans les années 1970, le Rare Breeds Survival Trust considère le Clydesdale comme vulnérable à l'extinction. Aujourd'hui, le nombre de ces chevaux a légèrement augmenté, bien que la race reste peu commune. L'effectif mondial est d'environ 5 000 Clydesdales en 2010.
Alors qu'il était à l'origine un cheval de traction d'une taille relativement modeste, le Clydesdale fait désormais partie des chevaux de trait les plus imposants. Souvent de robe bai, il est caractérisé par ses marques blanches très étendues, nommées sabino, et surtout ses fanons très abondants.
Le Clydesdale a influencé un bon nombre d'autres races de trait. Destiné à l'origine aux travaux d'agriculture dans les fermes, au halage et à la remontée du charbon dans les mines, il est de nos jours surtout attelé lors de spectacles équestres et de parades de chevaux de trait, ou monté durant des défilés comme ceux de la Household Cavalry de l'armée de terre britannique. Les célèbres Clydesdales de Budweiser font connaître la race aux États-Unis. Elle est également répandue au Canada, en Australie et en Nouvelle-Zélande.

## Histoire

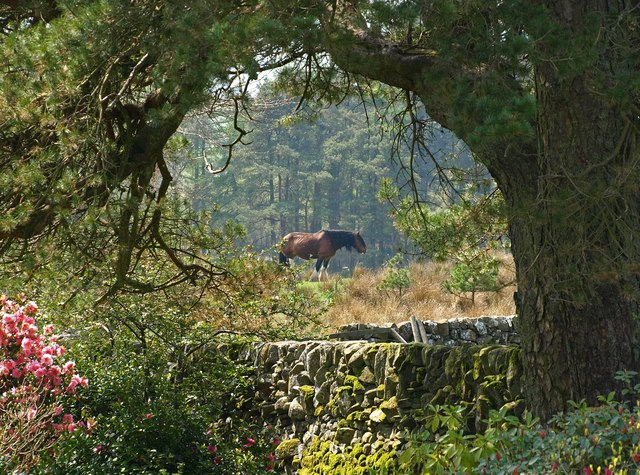
Cheval Clydesdale en Grande-Bretagne.

Le Clydesdale est l'un des plus célèbres chevaux de trait des îles Britanniques. Sa popularité y est équivalente à celle du Percheron en France. Il tient son nom de la vallée de la Clyde, (ancien nom en gaélique écossais, il se prononce klaɪdzdɛl - « claïdz-dèle »).

### Origine
Au début du XVIIIe siècle, l'exploitation des mines de charbon de la vallée de la Clyde entraîne une demande pour améliorer les routes existantes. Les chargements sont transportés par des chevaux bâtés, mais l'arrivée de véhicules hippomobiles exige des chevaux de trait plus puissants que le cheptel local. Au milieu du XVIIIe siècle, des étalons flamands et des Frisons sont importés en Écosse et croisés avec les juments de la vallée de la Clyde, ce qui entraîne la naissance de poulains plus grands. Il s'agit notamment d'un étalon noir anonyme importé d'Angleterre par Jean Paterson de Lochlyoch (Loch Lochy) et d'un étalon bai foncé appartenant à James Hamilton, 6e duc de Hamilton,. Importateur de six chevaux flamands pour la guerre et les travaux de ferme, le duc de Hamilton autorise largement la reproduction avec son cheptel. Peu à peu, les Écossais de l'extérieur du Lanarkshire commencent à parler de ces chevaux comme des « Clydesman's horses » (chevaux de l'homme de Clyde), dont la réputation se construit grâce à leurs capacités de traction. Blaze, autre étalon important, est un cheval carrossier mesurant 1,65 m, d'origine inconnue. Des registres généalogiques sont tenus pour les poulains dès le début du XIXe siècle. En 1806, une pouliche, connue plus tard sous le nom de « Lampits mare » (jument de Lampits) d'après le nom de la ferme de son propriétaire, naît de la lignée de l'étalon noir. Elle est l'ancêtre commun de la majorité des Clydesdales.
L'un de ses poulains, Thompson's Black Horse (le cheval noir de Thompson, également nommé Glancer), influence significativement la race. L'un de ses fils est l'étalon Clyde. Il remporte le premier prix du marché au bétail de Glasgow en 1844 et contribue pour beaucoup à donner à la race son apparence moderne. Dans l'Ouest de l'Écosse, un type plus ancien perdure jusqu'à l'arrivée de l'étalon Broomfield Champion, connu comme le champion d'Aberdeen. Les deux étalons Prince of Wales (un bai-brun foncé né en 1866, dont le prix de saillie valait 40 livres sterling de l'époque) et Darnley laissent eux aussi leur empreinte sur la race en produisant des poulains de valeur. La première mention connue du nom « Clydesdale » remonte à 1826, lors d'une exposition à Glasgow.
Il existe d'autres théories sur l'origine de la race, qui la font remonter plus loin dans le temps. Des chevaux plus robustes que la moyenne connue à l'époque semblent avoir existé en Est-Anglie dès le XIIe siècle, et seraient à l'origine du Shire et du Clydesdale. Cette ancienne race est connue sous le nom de Old English Black. Une autre théorie, popularisée à la fin du XVIIIe siècle, évoque l'ascendance de chevaux flamands importés en Écosse dès le XVe siècle. Les deux races britanniques de trait auraient pris forme dès cette époque à la suite de croisements réguliers avec le cheval flamand, et leur ancêtre commun serait un grand cheval noir d'attelage provenant du Leicestershire. Toutefois, l'auteur de cette théorie admet lui-même que la version couramment admise de l'origine de la race Clydesdale est plus vraisemblable.

### Sélection et formalisation

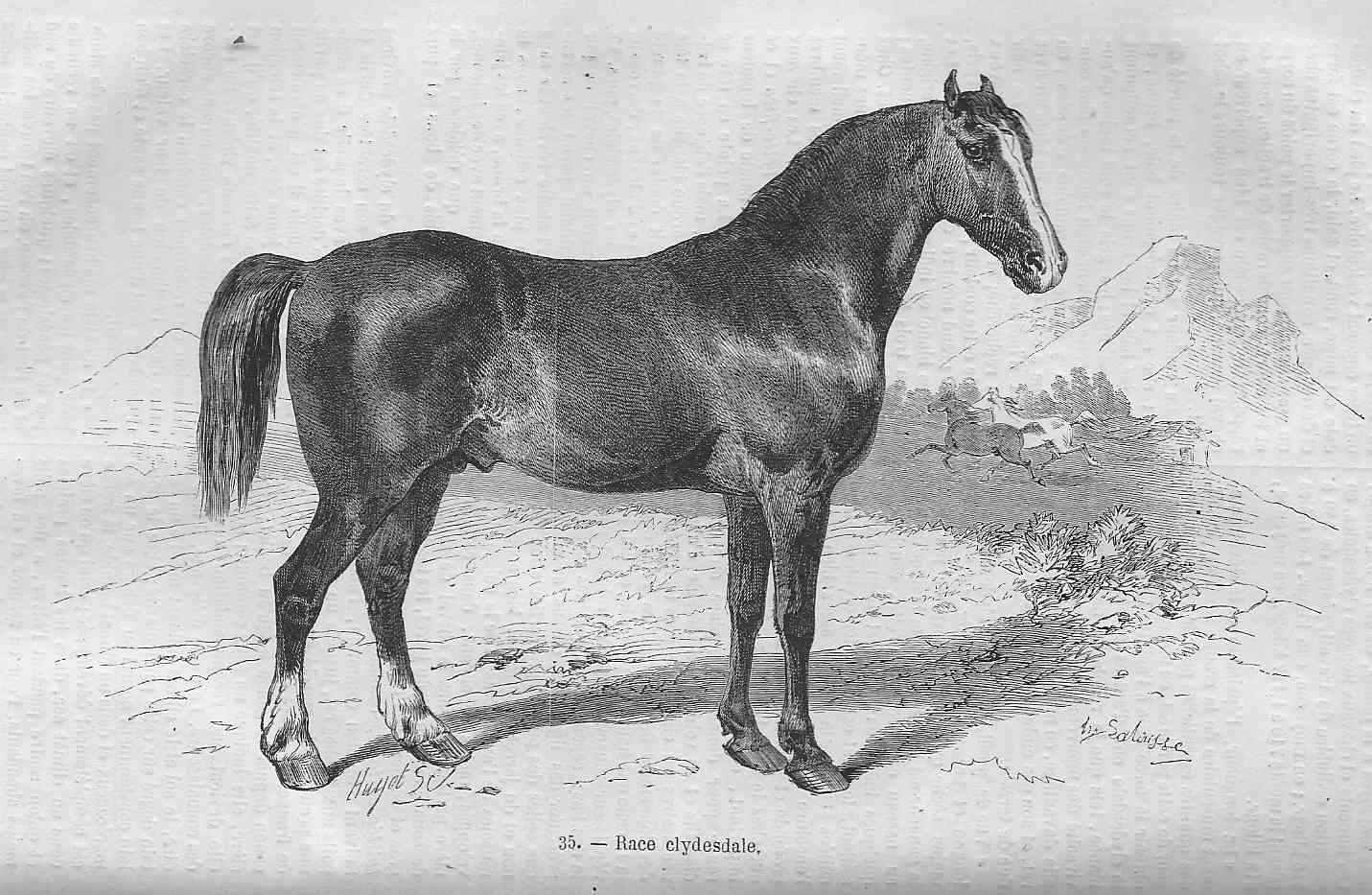
Illustration de la race dans lEncyclopédie pratique de l'agriculteur, Firmin-Didot et Cie, tome 5, 1877.

Un système de sélection d'étalons entre les différents districts existe en Écosse, selon des documents écrits datant de 1837. Ce programme s'appuie sur des sociétés d'amélioration de l'agriculture locale, qui organisent des concours de race destinés à choisir le meilleur étalon. Le propriétaire de l'animal reçoit ensuite un prix monétaire, il doit s'engager en échange de fonds supplémentaires, à mettre l'étalon à la disposition d'autres éleveurs dans une zone désignée, pour la reproduction avec les juments locales. Grâce à ce système et à des achats, les étalons de race Clydesdale gagnent toute l'Écosse et le nord de l'Angleterre au début du XIXe siècle, d'où ils supplantent même la race Shire. Les marchés aux chevaux de Lanark, Biggar, Rutherglen, puis de Carnwath et Glasgow, entre autres, voient de nombreux jeunes animaux s'échanger et gagner l'Écosse, puis les Midlands en Angleterre. Les croisements avec les juments locales propagent le type de la race Clydesdale à toutes les zones où ils sont placés. En 1840, le Clydesdale et les chevaux de trait écossais forment une seule et même race. Les chevaux de trait britanniques ont très peu changé depuis cette époque, puisque le vétérinaire William Youatt avait déjà décrit en 1843 les races du Clydesdale, du Suffolk Punch et du « Heavy Black Horse » (le Shire).

#### Création des registres
En juin 1877, la Clydesdale Horse Society of Scotland est créée et fonde le premier registre généalogique de la race en décembre 1878. En 1879, l'American Clydesdale Association (renommée plus tard the Clydesdale Breeders of the USA) se met au service des amoureux de la race aux États-Unis et au Canada. Le premier registre d'élevage américain est publié en 1882.

#### Croisements avec le Shire

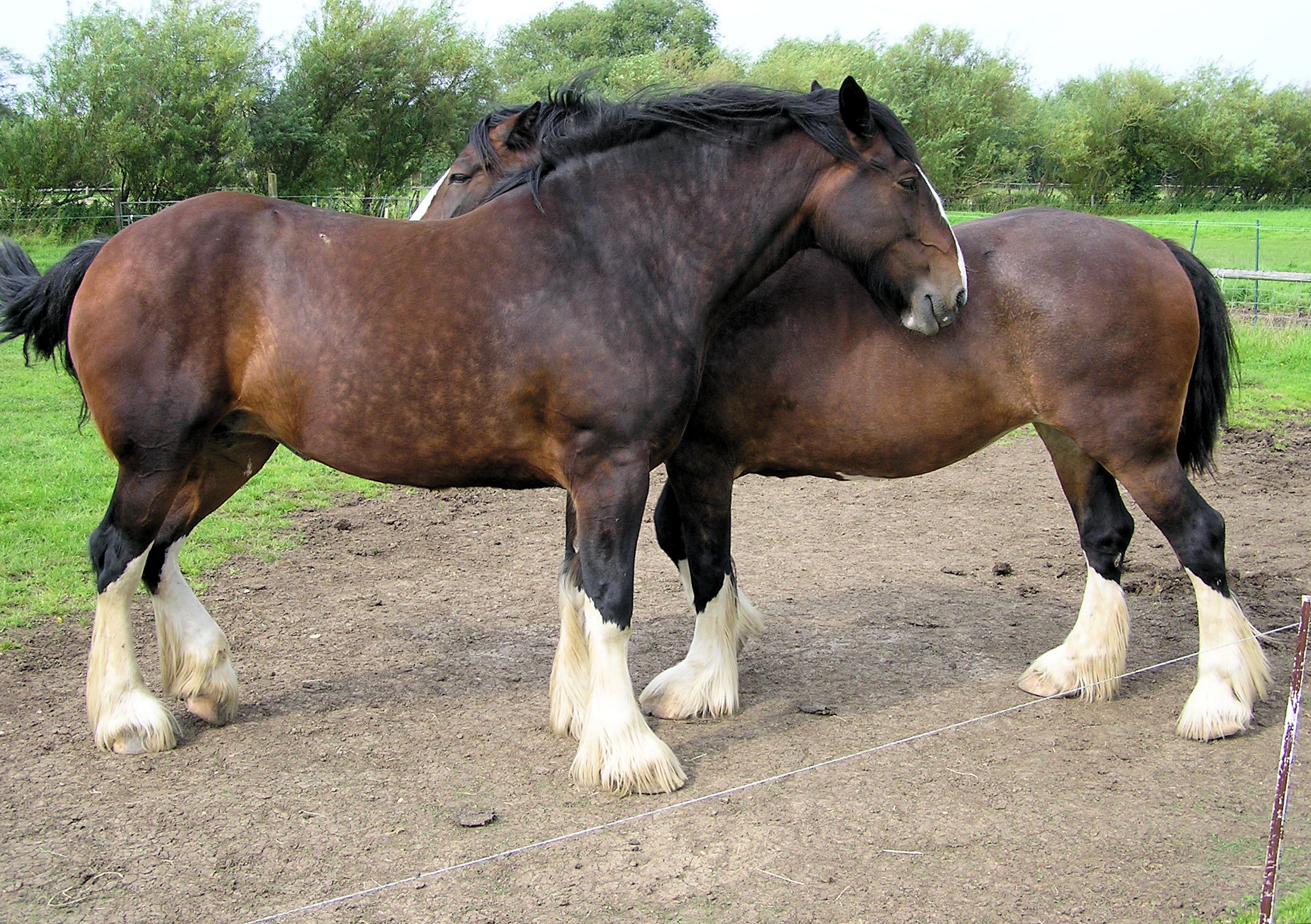
La race Shire est très proche du Clydesdale, tant géographiquement que génétiquement ou morphologiquement

En 1883, l'éphémère Select Clydesdale Horse Society est créée pour concurrencer la Clydesdale Horse Society. Cette initiative émane de Lawrence Drew et David Rydell, deux éleveurs en grande partie responsables de l'introduction de croisements avec le Shire. Ils considèrent que le Clydesdale et le Shire ne sont que les deux variantes d'une même souche. Toutefois, ils souhaitent établir un statut de race à part entière, considérant que cette démarche marketing favorisera la commercialisation du Clydesdale. Leur société disparaît en 1888, avec l’homogénéisation de la race et la mort de Drew,. Le Clydesdale reste néanmoins longtemps considéré comme un type de cheval écossais plutôt qu'une véritable race. Les meilleurs étalons Shire se reproduisent toujours avec des juments Clydesdale dans les années 1880 et 1890. La sélection de la race, selon Drew et Rydell, s'appuie sur la qualité plutôt que sur la généalogie. La Breeder's gazette reconnaît la valeur des croisements effectués entre le Shire et le Clydesdale, chez l'une et l'autre. Quelques éleveurs assurent que ces croisements donnent de bonnes bêtes.
Toutefois, la majorité des acheteurs d’Amérique du Nord se montrent sceptiques envers les croisements non répertoriés. Ils exigent des pedigrees complets et fiables, et des « races pures », ce qu'ils voient comme une garantie de qualité. Drew est accusé de vendre des poulains issus de mères Shire comme de purs Clydesdales, et d'avoir créé un fallacieux compromettant la pureté de « la plus grande et la plus noble race de cheval de trait du monde ». En 1886, le registre  américain interdit officiellement les croisements avec le Shire. Cette interdiction se répercute chez les éleveurs écossais, qui deviennent moins enclins à pratiquer ce croisement. En 1895, un groupe d'éleveurs se réunit à Édimbourg pour statuer sur l'avenir du croisement. Ils établissent une séparation claire entre les deux races, et l'interdisent à leur tour. Les membres de la Canadian Clydesdale Association leur emboîtent le pas, car l'autorisation de croisement compromettrait leurs relations commerciales avec les États-Unis.

### Exportations

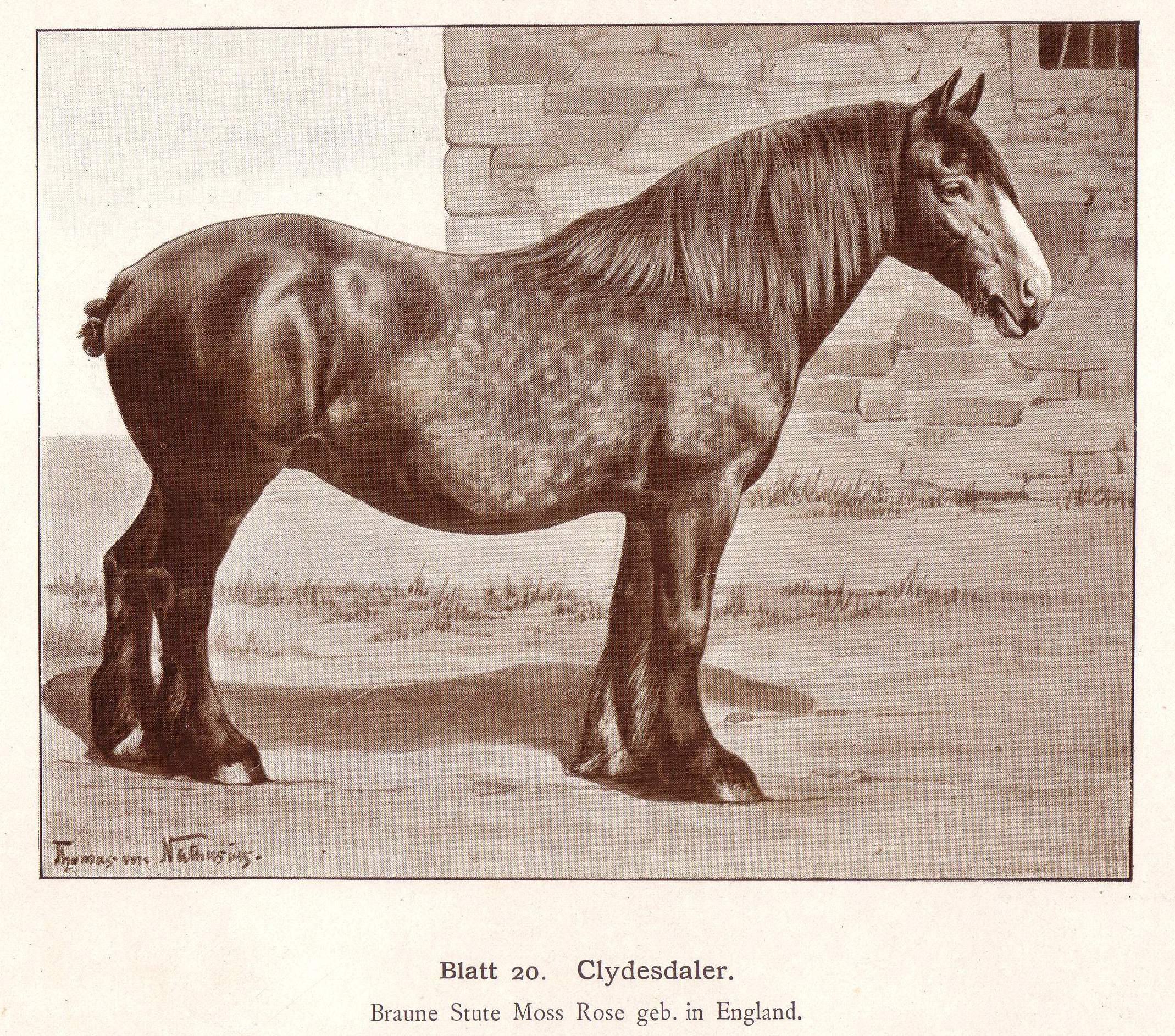
Dessin d'une jument Clydesdale née en Angleterre, réalisé en 1904.

Un grand nombre de Clydesdale sont exportés depuis la Grande-Bretagne, des années 1850 jusqu'au début du XXe siècle. 1 617 étalons quittent l'île britannique pour la seule année 1911. Entre 1884 et 1945, les documents d'exportations en règle montrent le transit de 20 183 chevaux. Ils partent pour d'autres pays de l'Empire britannique, en Amérique du Nord, en Amérique du Sud, en Europe continentale et en Russie.

#### En Amérique du Nord
Trois races de chevaux de trait d'importation se partagent le marché en Amérique du Nord : le Shire (anglais), le Clydesdale (écossais) et le Percheron (français). Les éleveurs de Clydesdale sont les premiers à appliquer le principe de l'élevage en race pure, qui plaît beaucoup aux acquéreurs d'Amérique du Nord. Le Clydesdale devient la race de trait favorite des Canadiens, et dispute la première place au Percheron pour les États-Unis. La commission de l'agriculture de l'Ontario encourage l'élevage local des Clydesdale importés au Canada, à la fois pour le bénéfice commercial grâce à l'export vers les États-Unis, et pour l'utilisation dans l'industrie. Contrairement à une idée répandue, les premières importations de ces chevaux, dans les années 1870, ne visent pas à trouver des animaux agricoles, mais plutôt à les mettre au travail dans les villes.
Les Nord-Américains se trouvent, dans les années 1880, face à une nouvelle demande en chevaux de travail. Ils recherchent des animaux plus lourds et la race Clydesdale leur convient particulièrement. Ce commerce est florissant durant la décennie, la race domine nettement ce marché. Dans les années 1890, la majorité des chevaux qui quittent la Grande-Bretagne est composée de Clydesdale importés par les Canadiens. Le premier volume du registre d'élevage de la race créé aux États-Unis montre que sur 1 000 animaux, 650 viennent d'Écosse, 30 d'Angleterre, et 270 du Canada. En 1889, l’American Clydesdale Association tente d'imposer une taxe de vingt pound sterlings sur tous les étalons qui entrent sur le sol américain depuis le Canada ou la Grande-Bretagne. Elle entraîne une levée de boucliers de la part des éleveurs et utilisateurs américains de la race. En 1890, le Treasury Department (département du trésor) statue sur le fait que seuls les animaux possédant des papiers et un pedigree en règles pourront être importés sans taxes. Pour répondre aux accusations contre les Canadiens qui vendraient des chevaux sans pedigree, l’American Clydesdale Association ne reconnaît officiellement que les chevaux inscrits au registre américain ou au britannique. Ce qui exclut de fait les chevaux canadiens et ceux issus de croisements Shire/Clydesdale, enregistrés au Select Book. Le registre canadien est considéré comme moins fiable que l'américain. En 1892, l′American Clyde Association définit un Clydesdale comme étant de « pure race » (et donc importable sans taxation) s'il possède cinq générations d'ancêtres connus faisant partie de la race si c'est un mâle, et quatre générations si c'est une femelle. Ce protectionnisme est destiné à favoriser le marché intérieur américain.

#### En Australie et en Nouvelle-Zélande
Beaucoup d'autres chevaux exportés gagnent l'Australie et la Nouvelle-Zélande : entre les années 1870 et 1890, la moitié des chevaux importés en Australie sont des Clydesdales. En 1918, la Commonwealth Clydesdale Horse Society est créée en tant qu'association officielle de la race en Australie. Entre 1906 et 1936, les Clydesdale sont élevés de manière si prééminente en Australie que les autres races de chevaux de trait y sont presque inconnues. Vers la fin des années 1960, les autorités d'élevage notent que d'« excellents chevaux Clydesdale sont élevés dans l'État de Victoria et en Nouvelle-Zélande, mais il est jugé souhaitable, au moins dans le premier État,  de maintenir le type par l'importation fréquente de chevaux d'Angleterre »,. Plus de 25 000 Clydesdales sont enregistrés en Australie entre 1924 et 2008. La popularité du Clydesdale lui vaut le surnom de « race qui construit l'Australie »,.

### De la Première Guerre Mondiale à nos jours
La Première Guerre mondiale voit la réquisition de milliers de chevaux pour participer à l'effort de guerre. La paix venue, la race continue de décliner en nombre pendant l'entre-deux-guerres puisque les exploitations agricoles se modernisent de façon croissante. La fin de la Prohibition aux États-Unis en 1933 offre une vitrine commerciale au Clydesdale, qui devient le « cheval de brasseurs » par excellence, ce qui n'empêche pas les effectifs de diminuer. Après la Seconde Guerre mondiale, le nombre d'étalons reproducteurs Clydesdale en Angleterre tombe de plus de 200 en 1946 à 80 en 1949. En Australie, entre 1945 et les années 1970, les familles qui travaillent avec ce cheval de trait se tournent aussi vers les machines. La connaissance du travail avec les chevaux continue toutefois à se transmettre par la tradition orale. En 1975, le Rare Breeds Survival Trust considère le Clydesdale comme vulnérable à l'extinction, avec moins de 900 femelles reproductrices recensées dans tout le Royaume-Uni.
Il faut attendre les années 1990 pour que la race retrouve une certaine popularité. En 2005, le Rare Breeds Survival Trust change le statut officiel du Clydesdale vers « en danger », signifiant qu'il y a moins de 1 500 femelles reproductrices dans le Royaume-Uni. Toutefois, depuis 2010, le Clydesdale est de nouveau considéré comme vulnérable. Le 23 novembre 2013, cinq Clydesdale prennent part à une course de charité à l'hippodrome d'Exeter, dans le but de promouvoir cette race menacée de disparition. 

## Description

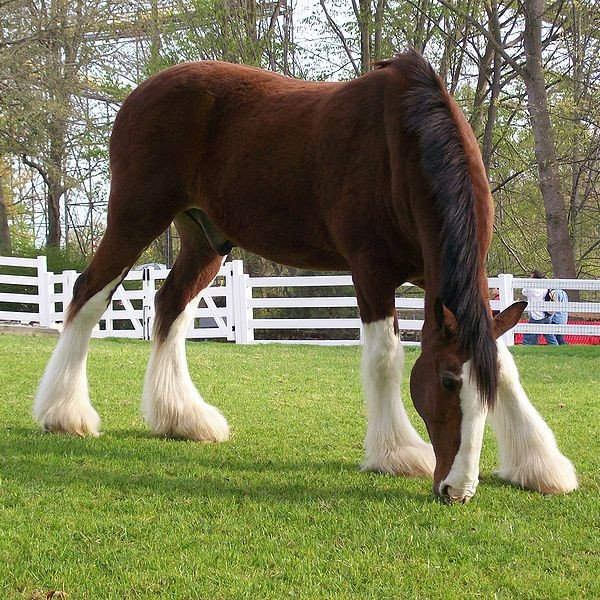
Ce Clydesdale des Busch Gardens, à robe bai avec du blanc sur la tête et les membres, présente la robe la plus recherchée chez la race.

Le Clydesdale est un cheval de trait considéré comme élégant et dynamique, caractéristiques favorisées par la sélection qui recherchait un cheval polyvalent pour la traction utilitaire et les déplacements en ville. Le registre officiel décrit l'animal idéal comme « de style flamboyant, au port altier et fougueux, et à l'action relevée ». La société d'élevage affirme qu'il doit être possible de voir l'intérieur de chaque sabot en marchant derrière un Clydesdale. Les caractéristiques morphologiques et sa coloration de robe particulière rendent la race très reconnaissable. Toutefois, elle est souvent confondue avec celle du Shire, qui en est proche bien que plus grand, plus rond, de robe plus foncée, plus lourd et moins agile. Le Shire et le Clydesdale sont considérés comme deux races issues d'un même ancêtre commun, l'un peut difficilement être dissocié de l'autre. Ces deux races ont d'ailleurs été beaucoup croisées entre elles.

### Morphologie
La morphologie du Clydesdale a changé plusieurs fois au cours de son histoire. Dans les années 1920 et 1930, il se présentait comme un cheval compact, plus petit que le Shire, le Percheron et le Trait belge. Au début des années 1940, un élevage sélectif est entrepris pour obtenir des animaux plus grands, impressionnant davantage le public lors des parades et des spectacles. Sa morphologie est bréviligne. De nos jours, ce cheval de trait mesure de 1,63 mètre à 1,83 mètre, pour un poids de 820 à 910 kg en moyenne. Certains mâles adultes sont encore plus imposants, et dépassent les 1,83 mètre et la tonne. Il s'agit d'un des plus grands et des plus lourds équidés domestiques,.

#### Tête
La tête est imposante, et possède un profil rectiligne ou légèrement convexe. Cette particularité distingue un peu le Clydesdale du Shire, dont le profil de tête est franchement convexe,. La tête est large, avec de grands yeux écartés, clairs et brillants, et un bout de nez large. 

Tête du Clydesdale
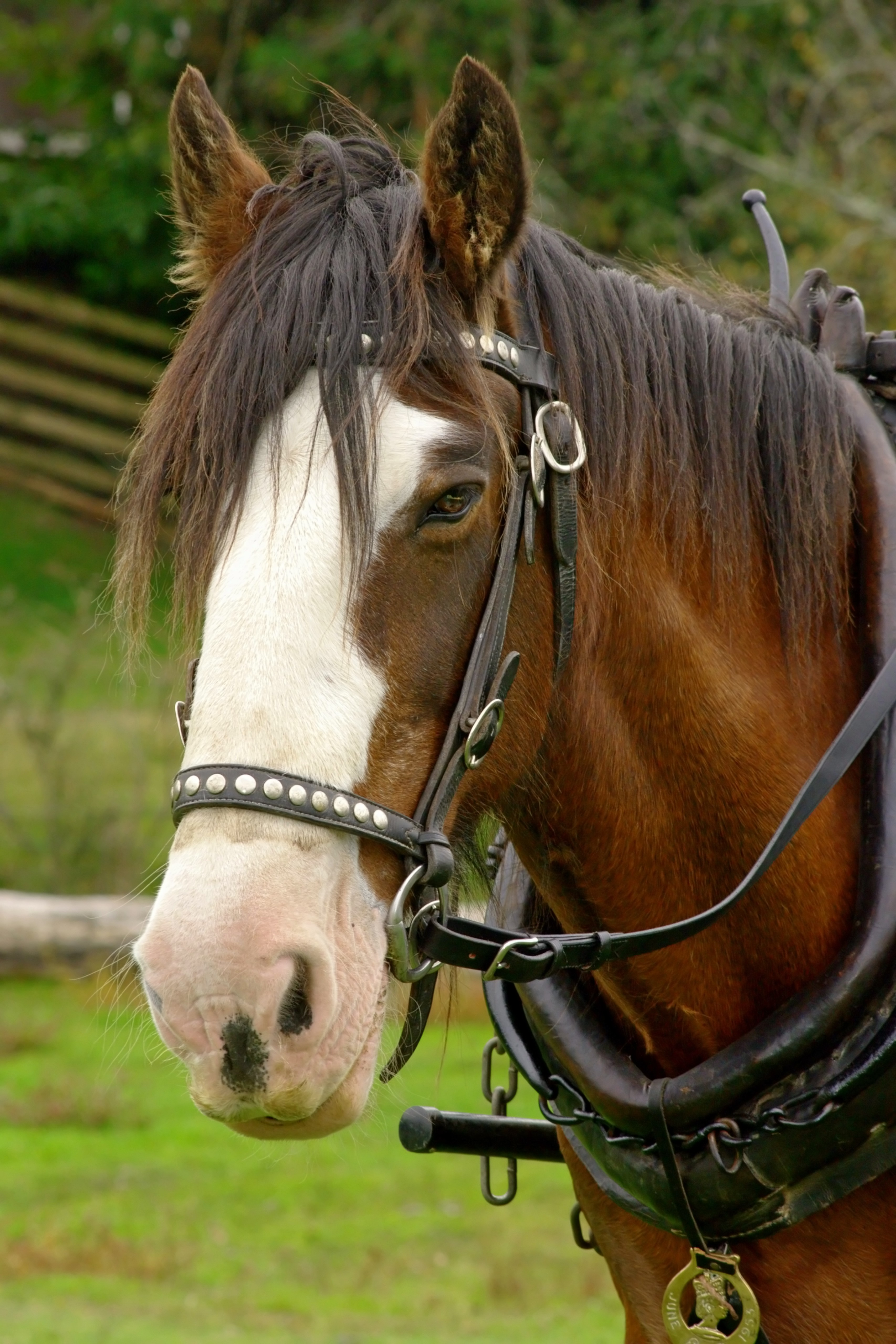
Large liste blanche en-tête.
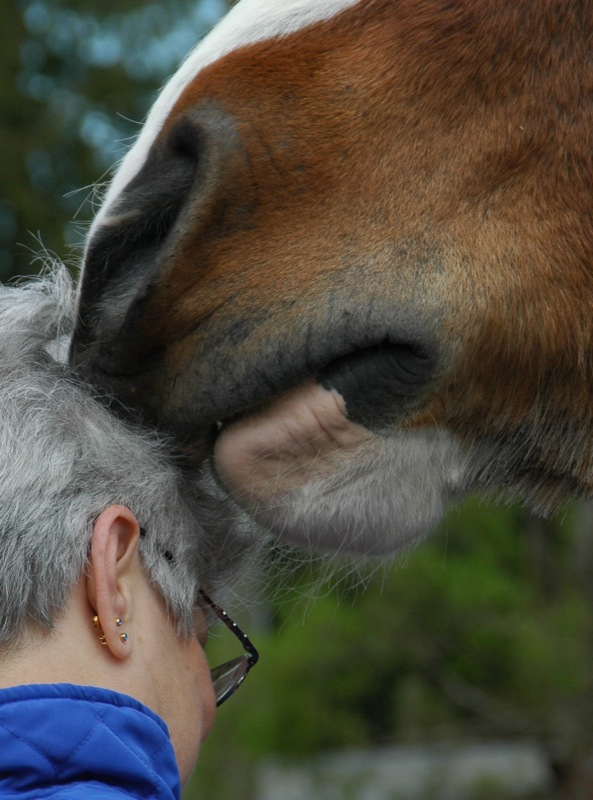
Détail sur le bout de nez et taille comparée avec une tête humaine
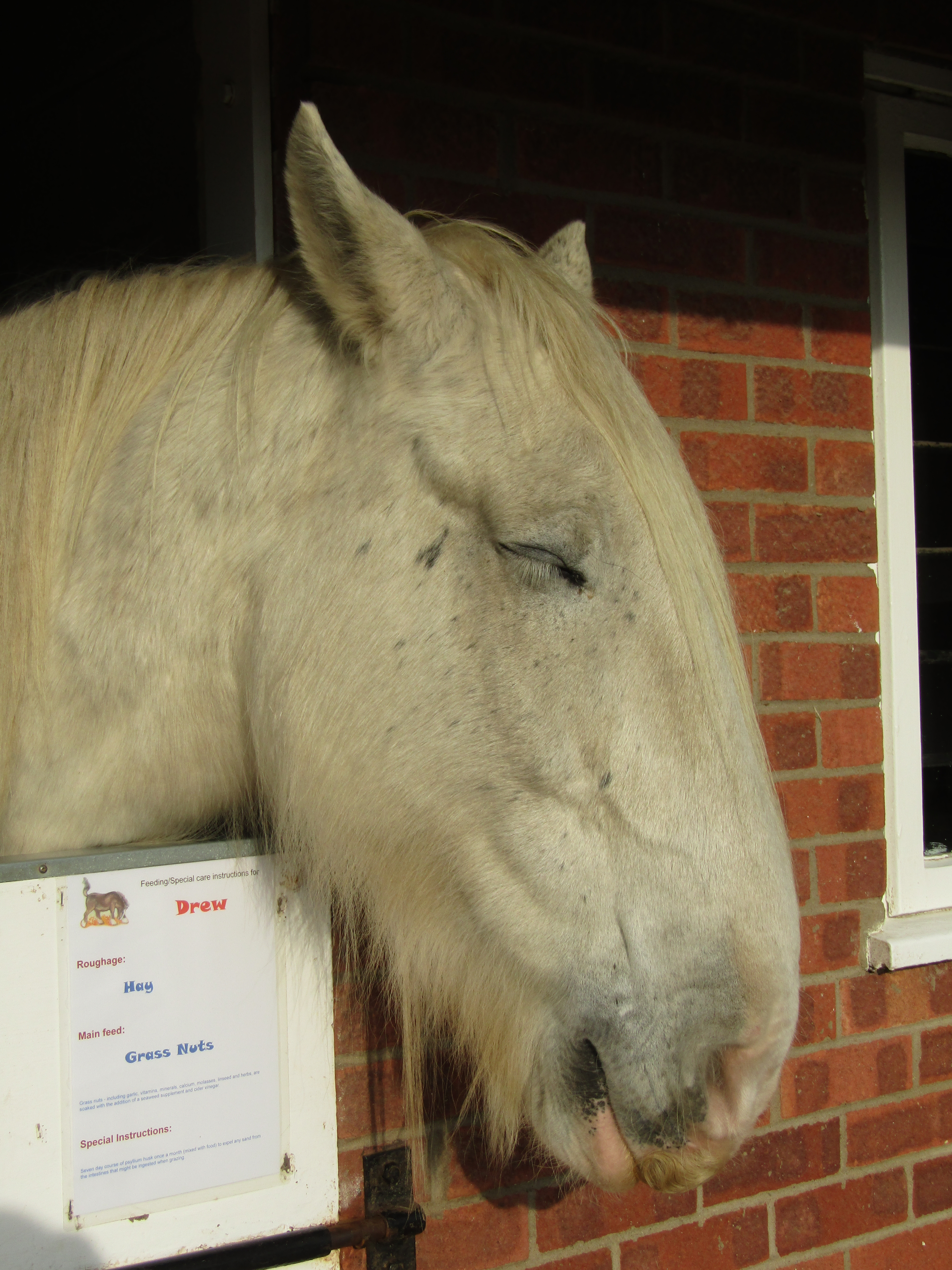
Tête d'un Clydesdale gris
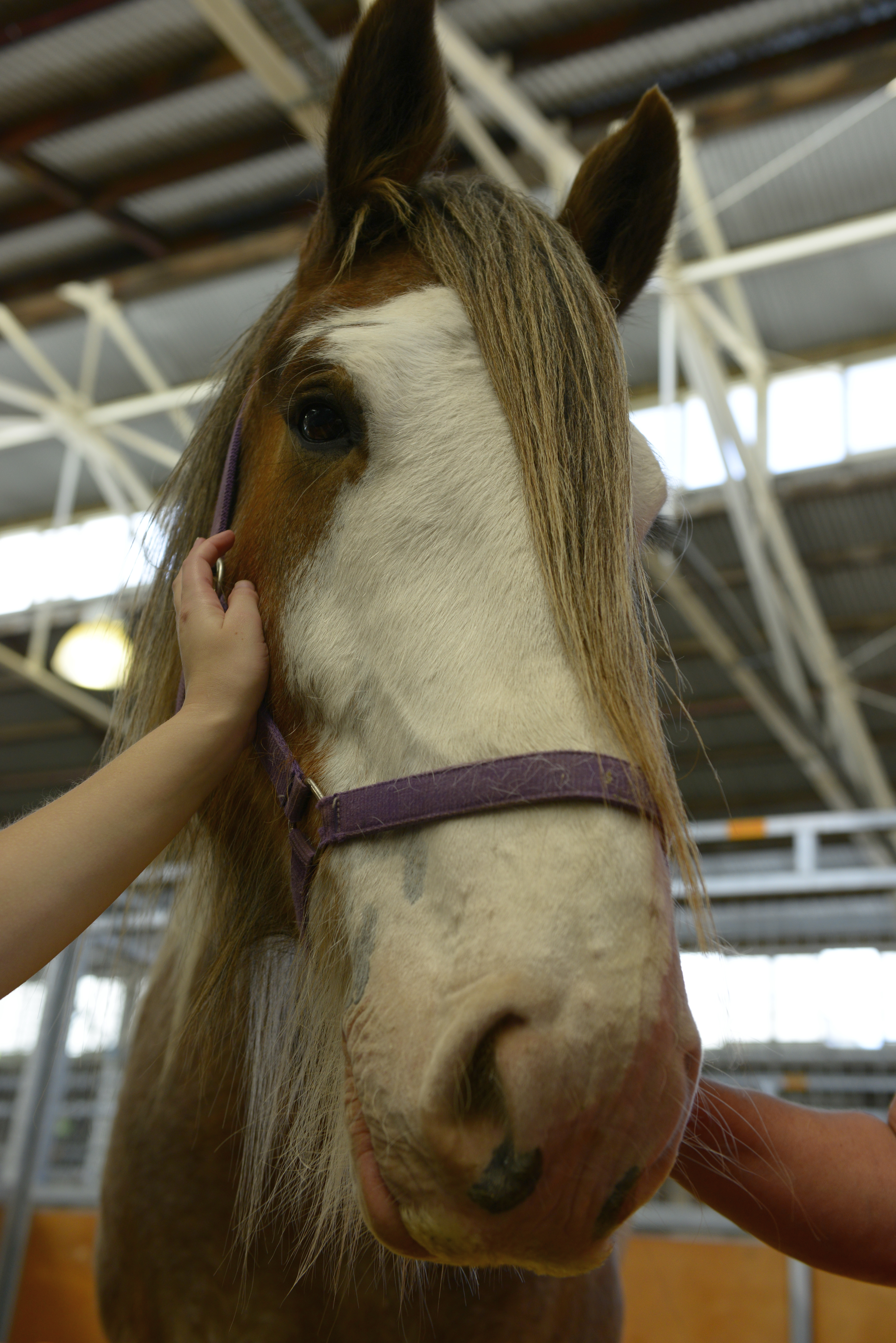
Tête d'un Clydesdale australien

Les oreilles sont grandes. Associées au regard du Clydesdale, elles confèrent à cette race une apparence douce et sensible.

#### Avant-main, corps et arrière-main
L'encolure est plutôt longue et bien greffée, arquée en col de cygne. La poitrine est profonde, l'épaule est oblique et le garrot saillant, haut et bien marqué. Le dos est court et fort, ce cheval a du coffre. Le Clydesdale présente une arrière-main très imposante et ronde. La croupe et les cuisses sont musclées.

#### Membres

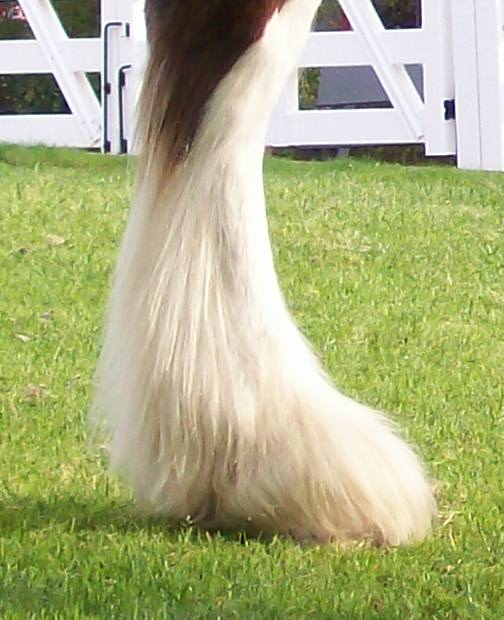
Les jambes blanches aux fanons abondants sont caractéristiques de la race.

Les membres sont solides, droits, et dotés de grosses articulations. Ils sont plus longs que chez de nombreuses autres races de trait. Les membres antérieurs tombent bien à la verticale des épaules. Les jarrets sont larges. Beaucoup de Clydesdales (en particulier australiens et néo-zélandais) possèdent naturellement des jarrets tournés vers l'intérieur, dits « jarrets de vache ». Cette particularité, considérée comme peu élégante, favorise la traction de charges lourdes. Les fanons sont très fournis. Les paturons sont longs, les pieds sont larges et plats, de bonne qualité, grands et ouverts, dotés d'une fourchette bien formée, ce qui les rend adaptés aux déplacements sur sols durs, comme la chaussée des villes. Les différentes associations de la race se montrent très attentives à la qualité des jambes et des sabots,.
Les fanons blancs des Clydesdales, bien qu'esthétiques, ne sont pas toujours appréciés car ils peuvent être le siège d'un eczéma récurrent. Ils sont le résultat d'un effet de mode, les éleveurs britanniques ont favorisé cette caractéristique et les premiers Clydesdales importés au Canada possédaient d'abondants fanons. Aux États-Unis, à l'époque des importations de la race (jusque dans les années 1930), les fanons sont peu appréciés car ils sont considérés comme grossiers, salissants, susceptibles de s'arracher, d'attirer des saletés, et de provoquer des irritations ou des gonflements des membres,. Un vétérinaire d'Édimbourg et un auteur de la Gazette des éleveurs abondent dans ce sens, allant jusqu'à qualifier la présence des fanons de « curse » (malédiction) pour la race. A contrario, les éleveurs traditionnels pensent que d'abondants fanons sont révélateurs d'une bonne ossature des membres et mettent en valeur la taille et la masse de leurs chevaux. Cette caractéristique est, et reste, très appréciée pour les parades et les spectacles.
La race est touchée par le lymphœdème chronique progressif, maladie dont les signes cliniques incluent un gonflement progressif, une hyperkératose et une fibrose distale des membres, qui est similaire au lymphoedème chronique humain.

### Robe

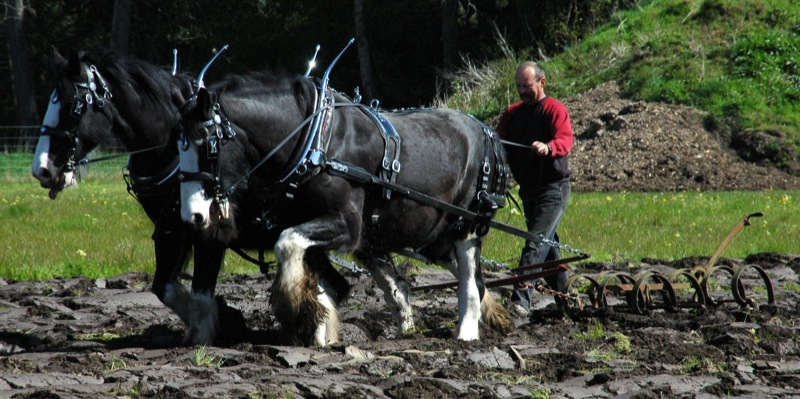
Bien qu'elle soit moins fréquente, la robe noire existe chez le Clydesdale.

La robe est ordinairement bai dans toutes ses variantes, mais le gris, le rouan, l'alezan (rare) et le noir sont possibles. La plupart des chevaux portent de grandes marques blanches sur la tête et les quatre membres, et occasionnellement une tache blanche au bas du ventre. Ces taches blanches sur le corps et les vastes marques blanches ont longtemps été considérées comme le résultat du gène sabino. Toutefois, les Clydesdales ne sont pas porteurs du gène SB1 (Sabino 1), responsable des expressions de la robe sabino chez beaucoup d'autres races. Un ensemble d'autres gènes est responsable de cette robe particulière.
Certains éleveurs recherchent des Clydesdales à la tête et aux membres marqués de blanc, mais sans tache sur le corps. Dans le but d'obtenir une répartition idéale des marques, ils croisent souvent des chevaux avec un seul membre blanc aux chevaux à quatre membres blancs présentant des taches blanches sur le corps. Le résultat est généralement un poulain portant la quantité désirée de marques blanches.
De nombreux acheteurs paient une prime pour avoir des chevaux bai et noir, en particulier s'ils ont quatre jambes blanches et une large liste faciale. Les robes spécifiques sont souvent préférées aux autres traits physiques, certains acheteurs vont même choisir des chevaux avec des boiteries s'ils ont la robe et le marquage blanc souhaités. Les chevaux rouan n'ont pas les faveurs des acheteurs, malgré les théories de certains spécialistes, selon lesquelles ils sont nécessaires au maintien des couleurs et de la répartition du blanc recherchés chez la race. L'association de race, toutefois, ne privilégie aucune robe par rapport à une autre, et accepte les chevaux portant des marques et des taches blanches sur le corps.

### Tempérament et allures
Comme la plupart des chevaux de trait, le Clydesdale est un animal calme, qui fait preuve de gentillesse et de docilité. Il est également courageux et généreux dans l'effort. Les éleveurs écossais assurent qu'il est capable d'évaluer la largeur de l'attelage qu'il tracte dès qu'il est attelé, et veille à ne pas l'endommager,. Il est doté d'une bonne longévité. Ses allures sont relevées.

## Utilisations

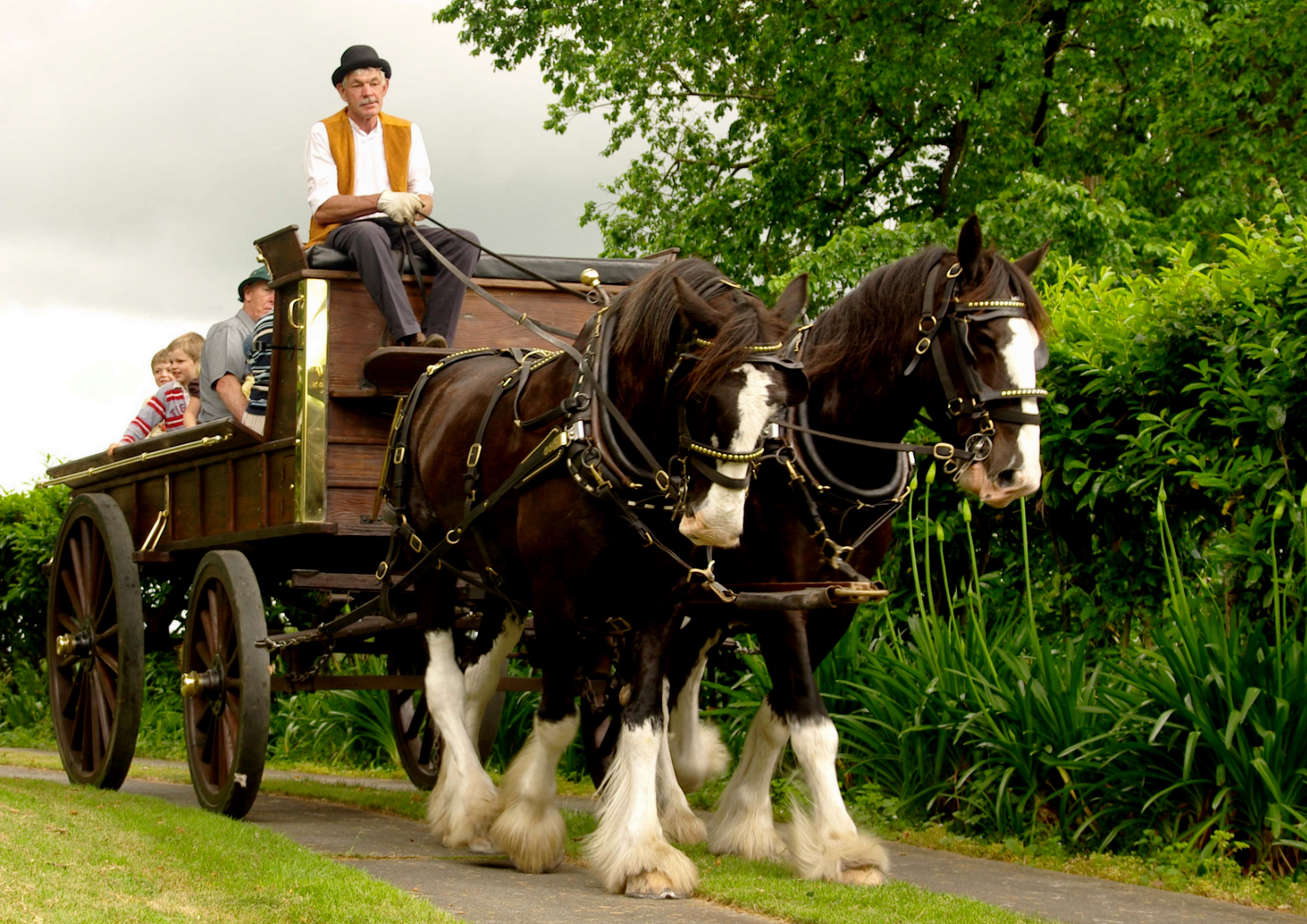
Attelage de Clydesdales au Monavale Homestead de Nouvelle-Zélande.

Le Clydesdale était initialement utilisé pour l'agriculture, le transport du charbon dans le Lanarkshire et le transport lourd à Glasgow. Il était particulièrement recherché par les brasseries et les distilleries écossaises. De nos jours, les Clydesdale sont encore utilisés comme animaux de trait dans l'agriculture, l'exploitation forestière et la traction lourde. Ils sont aussi présentés en parade et montés, ou simplement gardés pour le plaisir de leurs propriétaires. 

### Shows et parades

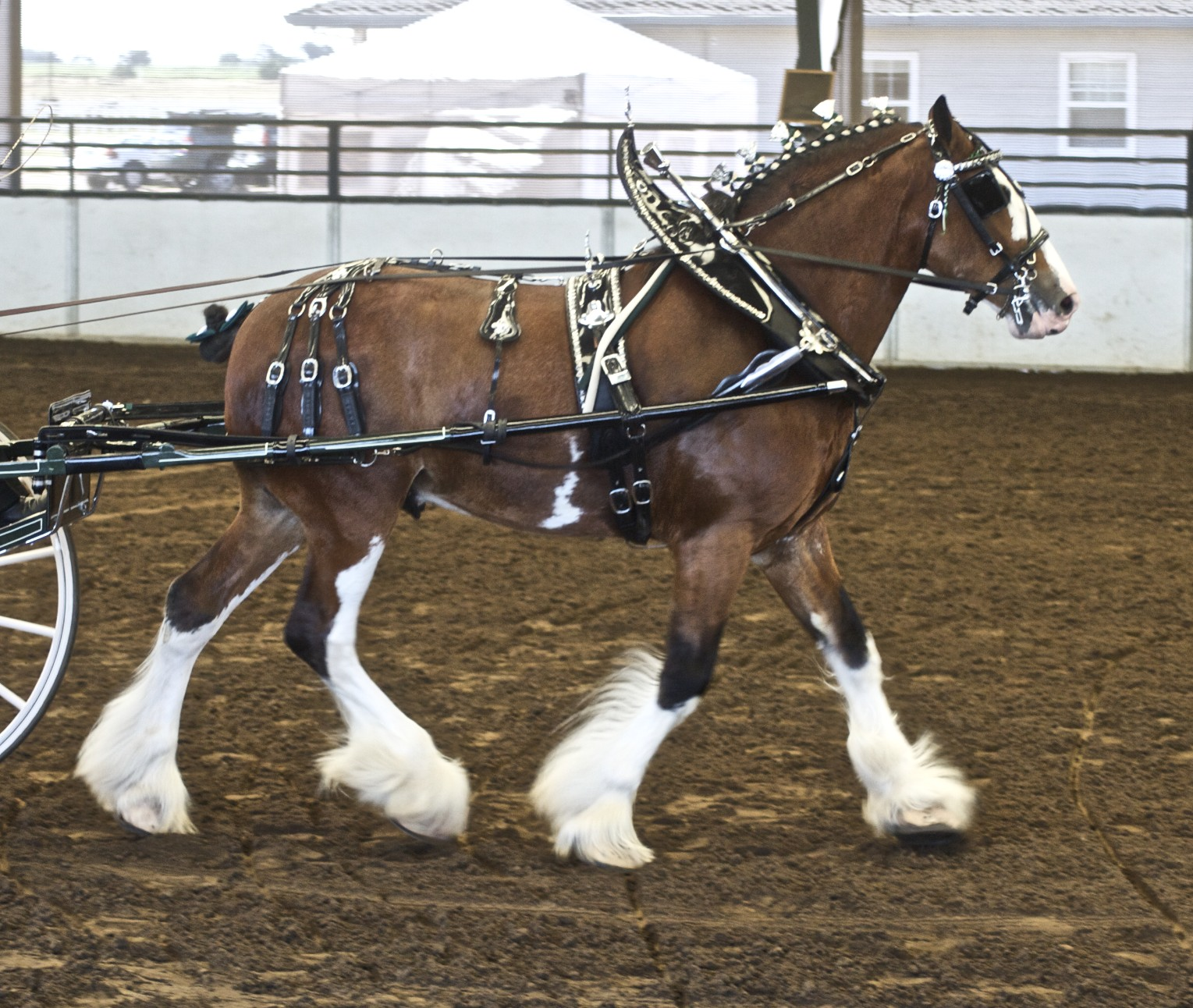
Clydesdale attelé et toiletté pour une parade de chevaux de trait.

Les "shows" de race et les parades représentent la principale vitrine de la race aux États-Unis. Les allures relevées, la prestance, la couleur de robe particulière et la présence imposante du Clydesdale font son succès auprès du public. Partout où il passe, ce cheval attire le regard,. La préparation d'un cheval Clydesdale pour une parade ou un show de présentation inclut un long toilettage. Les crins sont tressés et ornés de décorations traditionnelles, les fanons sont brossés et démêlés pour être mis en valeur. La compagnie brassicole Anheuser-Busch, qui représente aussi le plus grand élevage de Clydesdales au monde avec 250 têtes, fournit les chevaux des publicités de Budweiser et participe régulièrement à toutes sortes de parades et de fêtes, qui représentent un millier de demandes par an. Ses chevaux sont présents lors d'importants événements comme la finale nationale américaine du Super Bowl et les commémorations du 11 septembre 2001. Des Clydesdales sont présents pendant toutes les parades présidentielles américaines.

### À l'attelage

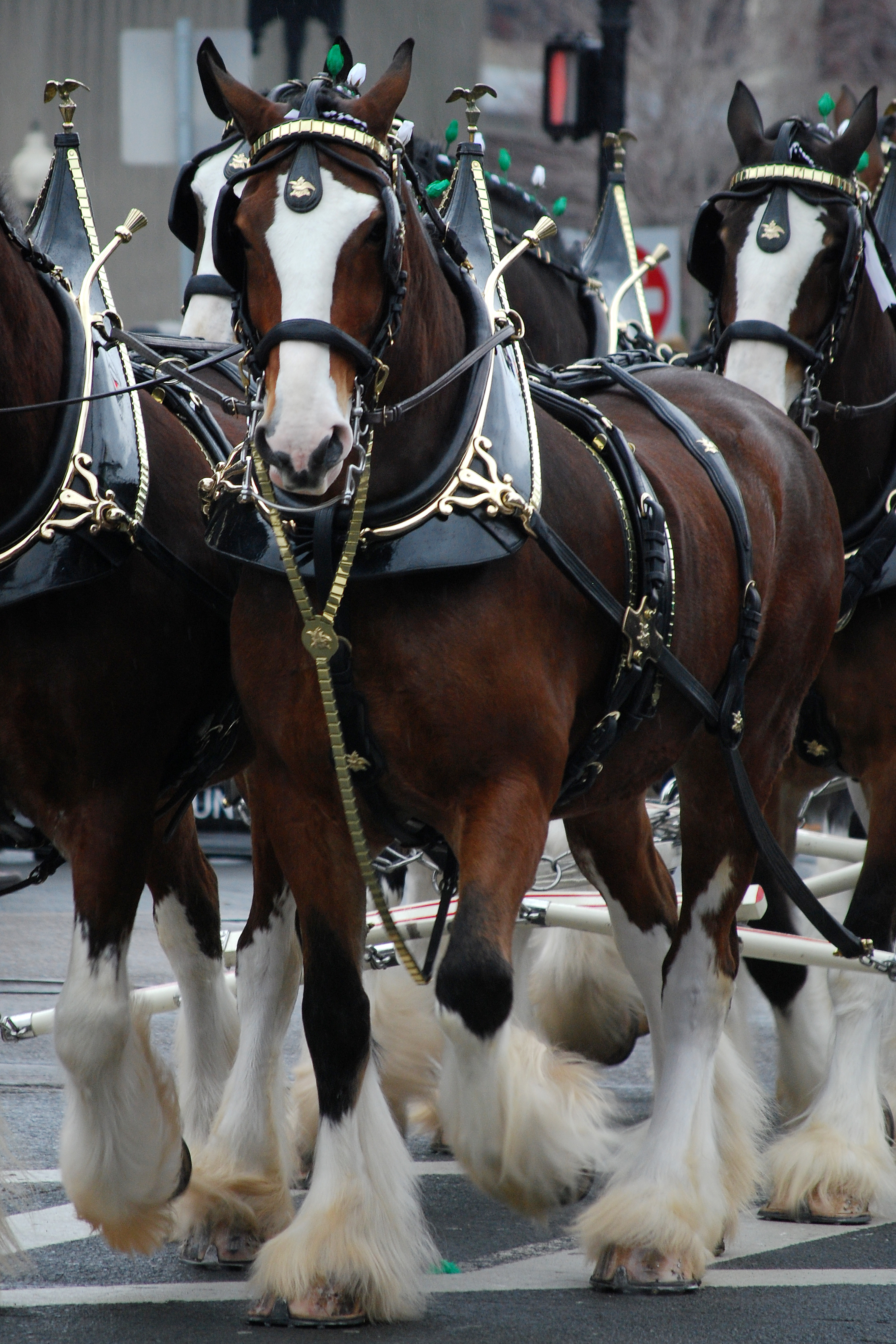
Les Clydesdales de Budweiser

Le Clydesdale est avant tout un cheval de traction lourde. En 1893, deux étalons de la race ont établi le record du monde, qui tient toujours, en déplaçant 128 tonnes.
Quelques-uns des membres les plus célèbres de la race, les Clydesdales de Budweiser, font partie de l'équipage qui compose les attelages du brasseur Budweiser. Ces chevaux ont d'abord été la propriété de la brasserie Budweiser à la fin de la Prohibition aux États-Unis, et sont devenus un symbole international à la fois de la race et de la marque. Le programme d'élevage de Budweiser a des normes strictes de couleur et de conformation, qui ont influencé l'apparence de la race aux États-Unis. Au point que beaucoup de gens croient que les Clydesdales sont toujours bais avec des marques blanches.

### Sous la selle

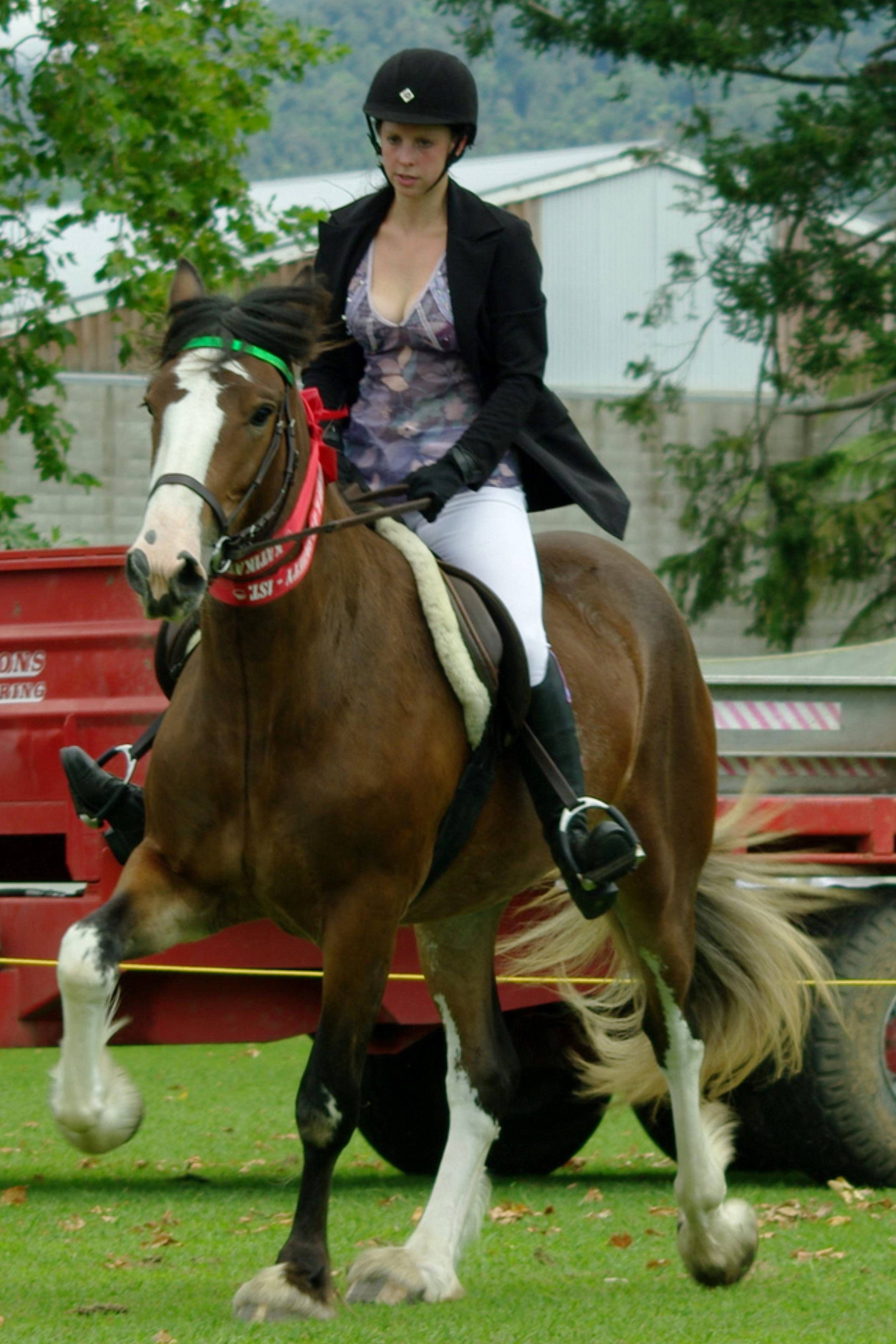
Clydesdale monté et récompensé d'un prix lors d'un show aux États-Unis.

Certains Clydesdale peuvent être montés et participer avec succès aux disciplines d'équitation classiques. Dans son île d'origine, ce cheval participe à des compétitions de dressage et de saut d'obstacles de petit niveau. Les Clydesdale et les Shire sont employés par la Household Cavalry britannique comme porteurs des batteurs de tambours (drumhorses), ouvrant les parades pour les cérémonies et manifestations d’État. Ces chevaux doivent porter des robes qui attirent l’œil, comme le pie dans toutes ses variantes et le rouan. Pour être utilisé à cette fin, un cheval porteur de tambour doit mesurer un minimum de 1,73 m. Ils portent l'agent du Carrousel et deux tambours d'argent pesant 56 kg chacun,.
En Angleterre, dans le Lake District, un centre équestre est spécialisé en Clydesdale.

### Croisements

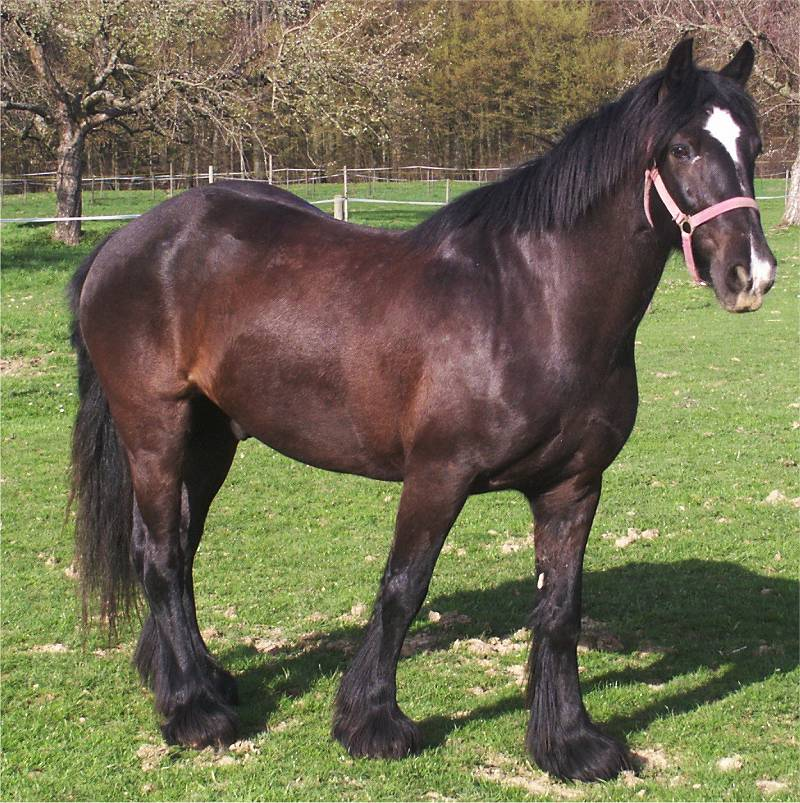
Ce poney Dales de grand modèle, avec un fort marquage en tête, possède vraisemblablement une ascendance Clydesdale.

L'influence du Clydesdale marque bon nombre d'autres races de chevaux. Le poney des Highlands a été occasionnellement croisé avec lui du XVIIe siècle au XIXe siècle, mais sa morphologie ne révèle aucune trace de ce croisement. À la fin du XIXe, du sang Clydesdale est ajouté à la race du trait irlandais dans le but d'améliorer et de relancer cette race en déclin. Cependant, ces efforts ne sont pas considérés comme un succès, les éleveurs de trait irlandais trouvant que les chevaux Clydesdales rendent leur race grossière et font baisser la qualité de leurs jambes. Le Clydesdale contribue aussi à la formation de poney du Connemara, et à la création du Gypsy Cob, développé en Grande-Bretagne. Le croisement entre ces deux races donne des drumhorses pie appréciés.
Le Clydesdale, ainsi que d'autres races de trait, a été utilisé pour créer le trait australien et pour alourdir le trait Suédois du Nord. Le registre du Canadian Draft Horse au début du XXe siècle autorisait les croisements avec des Shires et des Clydesdales. À la même époque, en Grande-Bretagne, ces chevaux sont souvent croisés avec des poneys Dales, pour créer des chevaux de trait de taille moyenne utiles pour tirer des wagons commerciaux et l'artillerie militaire : pendant la Première Guerre mondiale, le Dales est considéré comme étant aux deux tiers Clydesdale. L'influence de la race sur ce poney reste visible à travers la présence de liste en tête et de balzanes chez certains Dales. De nos jours, les croisements entre des Clydesdales et des chevaux de selle donnent des Hunters et des cobs très appréciés.

## Diffusion de l'élevage

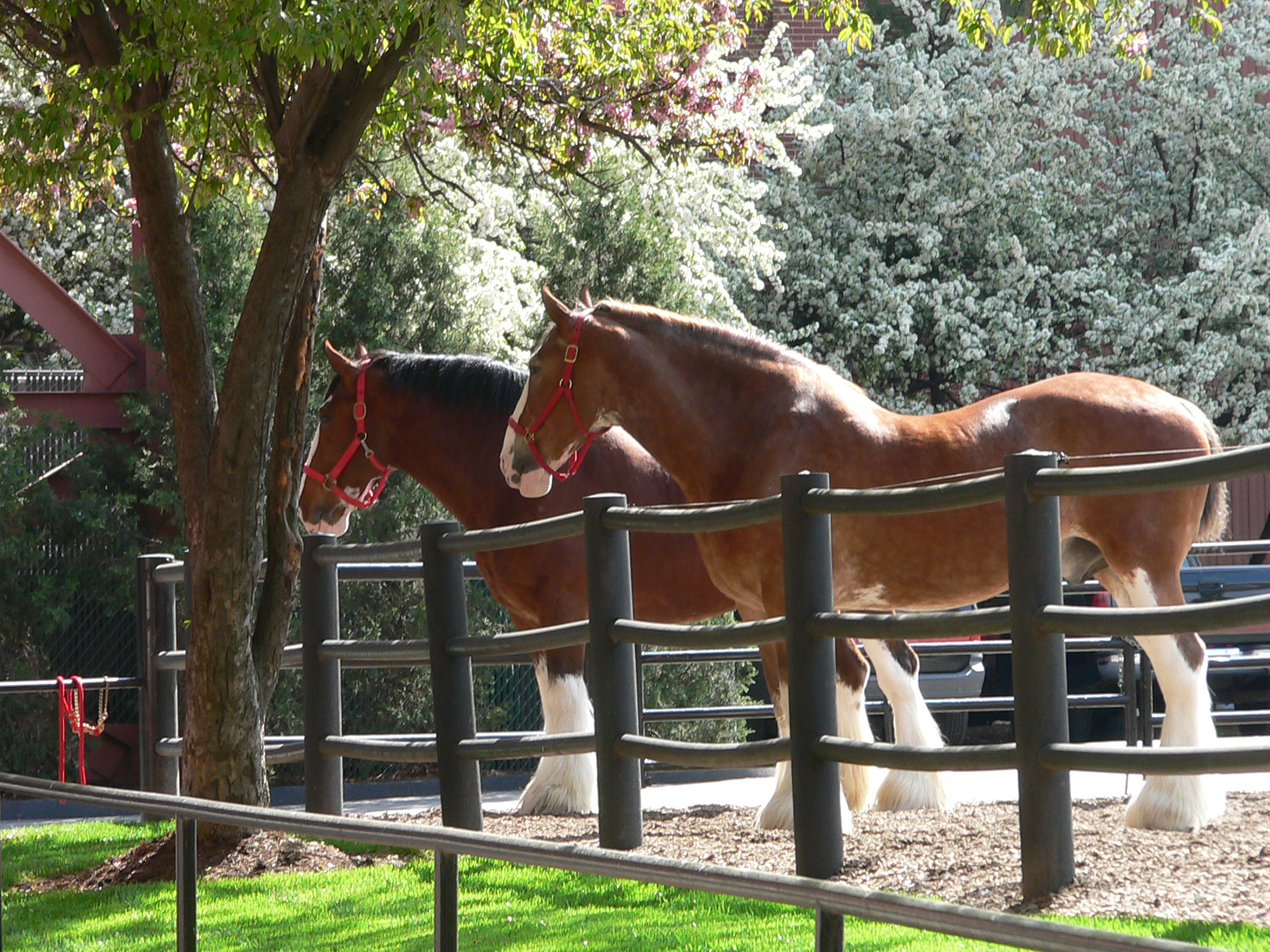
Clydesdales dans un élevage des États-Unis

Le Clydesdale est considéré comme une race transfrontière à diffusion internationale. Bien que la race soit célèbre dans une partie du monde, elle reste assez rare. Le Rare Breeds Survival Trust considère le Clydesdale comme vulnérable, avec moins de 900 femelles reproductrices dans tout le Royaume-Uni. La race est classée comme étant « à surveiller » par l’American Livestock Breeds Conservancy, ce qui signifie en 2010 moins de 2 500 chevaux enregistrés chaque année, et moins de 10 000 spécimens recensés dans le monde. La même année, les effectifs mondiaux de la race sont estimés à environ 5 000 chevaux, 4 000 d'entre eux vivant aux États-Unis et au Canada, 800 au Royaume-Uni, et les 200 restants dans un grand nombre de pays, notamment la Russie, le Japon, l'Allemagne et l'Afrique du Sud. Un studbook de la race existe au Canada, sous la houlette de la Clydesdale Horse Association of Canada.
Les États-Unis voient naître presque 600 poulains de la race chaque année. En France, où il n'en existe qu'une dizaine en 2010 pour une à deux naissances annuelles, une association de la race s'est créée la même année.

## Dans la culture
La popularité de ce cheval de trait aux États-Unis doit énormément à la culture internet et à la télévision, grâce aux publicités de Budweiser, très fortement diffusées, qui mettent régulièrement les Clydesdales en scène. Le cheval Jake, qui mesure plus de deux mètres pour plus d'une tonne, fait ainsi des représentations remarquées aux États-Unis, pour cette marque de bière. La race incarne le « gigantisme américain ». La Fox a diffusé un clip après les attentats du 11 septembre, montrant un attelage de Clydesdales s'incliner devant l'emplacement vide du World Trade Center de New York. Il représente la plus grosse audience de l'année 2001, avec 50 millions de foyers touchés.
De nombreux livres américains pour la jeunesse sont consacrés au Clydesdale, ce qui indique qu'il est l'un des chevaux de trait les plus connus des Américains. En Écosse, un album musical entier a été produit pour rendre hommage au Clydesdale en chansons : Gentle Giants - A Celebration Of The Clydesdale Horse In Song. En Australie, un cheval nommé Paddy a acquis une petite célébrité en protégeant d'autres animaux lors d'un incendie. Cependant, hors de ses pays d'origine, de l'Australie et des États-Unis, le Clydesdale reste relativement inconnu.
Rebelle, film d'animation de Mark Andrews créé par le studio Pixar et sorti en 2012, est inspiré par l'Écosse et ses légendes. Il présente aussi un cheval de type Clydesdale, nommé Angus. Le Clydesdale est cité dans d'autres œuvres de fiction ayant pour cadre les pays anglo-saxons, comme le roman de Bernard Simonay L'Amazone de Californie où la famille de la protagoniste en élève. Le dixième tome de la saga Heartland, par Lauren Brooke, présente un Clydesdale nommé Jake. Des romans Harlequin mentionnent occasionnellement ce cheval, tout comme le premier tome d’Abandon, par Meg Cabot. Le premier volume de la série Nightside présente un Clydesdale « blanc comme la lune », aux « sabots d'argent », capable de parler et de manœuvrer son fiacre lui-même.